# Enconista tengistanica
Enconista tengistanica là một loài bướm đêm trong họ Geometridae.